# Piaçaguera
Piaçaguera é uma localidade na cidade de Cubatão, no estado de São Paulo, no Brasil. Nela, tem início a Rodovia Cônego Domênico Rangoni - SP-248, antigamente chamada Piaçaguera-Guarujá, que liga a via Anchieta à localidade de Guarujá, cruzando o canal de Bertioga. Nesta localidade, também tem início a subida da Serra do Mar pela antiga Estrada de Ferro Santos a Jundiaí, Além do Início da Subida da Serra pela Antiga Estrada de Ferro Sorocabana (Mairinque- Santos).

## Topônimo
"Piaçaguera" é um termo de origem tupi que significa "porto velho", através da junção de peasaba (porto) e ûera (velho).